# Patrick Drevet
Ne doit pas être confondu avec Patrice Drevet.
Patrick Drevet (né en 1948 à Saint-Étienne) est un écrivain français.
Il passe son enfance dans le Jura avant de suivre ses études à Lyon. Professeur de lettres classiques, il enseigne avant de devenir conseiller littéraire aux éditions Gallimard. Il a écrit un roman autour du personnage historique de Mandrin. La plupart de ses romans ont pour thème la sensualité masculine.

## Œuvres
- Pour Geneviève, Paris, Gallimard, 1978, prix Calmann Lévy de l'Académie française en 1979.
- Les Gardiens des pierres, Gallimard, 1980.
- Le Lieu des passants, Gallimard, 1982.
- Le Gour des abeilles, Gallimard, 1985.
- Le Visiteur de hasard, Gallimard, 1987.
- Une chambre dans les bois, Gallimard, 1989.
- La Micheline, Hatier, 1990. Folio, Gallimard, 1998.
- L'Amour nomade, Gallimard, 1991.
- Huit petites études sur le désir de voir, Gallimard "Le Chemin", 1991.
- Le Rire de Mandrin, Belfond, 1993.
- Dieux obscurs, Belfond, 1994.
- Le Miroir aux papillons, Belfond, 1995.
- Le Vœu d'écriture, Gallimard, 1998.
- Le Corps du monde, Le Seuil, Fiction & Cie, 1997  (ISBN 2-02-032311-7)
- Le Sourire, Gallimard, 1999.
- Mes images de l'amour, Gallimard, 2001.
- Paysage d'Eros, Paris, Gallimard, 2004.